# 蘇樺偉
蘇樺偉，BBS，MH（1981年10月6日—），暱稱「偉仔」，香港退役田徑項目傷健運動員，田徑職業生涯超過21年，曾參加五屆傷殘人士奧運會，傷殘人士世界田徑錦標賽等運動比賽，奪得多面獎牌，目前（截至2023年）是男子T36級200米徑賽傷殘人士奧運紀錄保持者，時間為24.65（-0.2 m/s），紀錄於2008年北京殘奧創下，被香港市民尊稱為「神奇小子」。
2021年，其個人生涯被改編成電影《媽媽的神奇小子》，蘇樺偉亦有寫作自傳《赤道上的金牌》。

## 生平
蘇樺偉生下来的时候因为患上黄疸病，導致天生患有痙攣。他出生在一個草根家庭，父親蘇欽振是油漆工人，母親蘇韓小貞是全職家庭主婦，自蘇樺偉出生後就專心照顧他。他有一個弟弟蘇健瑋，小他8歲。一家四口居住在九龍何文田愛民邨。籃球員蘇伊俊是他堂弟。
1995年，蘇樺偉參與他所就讀的香港紅十字會雅麗珊郡主學校聯校運動會時，被傷健田徑教練潘健侶發掘，在1996年首次參加傷殘人士奧運會，直至2004年，連續三屆奪冠而回。2007年，蘇樺偉經潘健侶引薦，轉而受歐陽家駒訓練，及後在日本殘疾人士田徑錦標賽，分別以12秒15及24秒75打破自己所保持的男子100米（T36級別）世界紀錄及200米（T36級別）世界紀錄。在2008年北京殘奧會男子100米（T36級別）決賽中，他雖只得銅牌，但仍贏得熱烈歡呼聲；同年9月15日，蘇樺偉終贏得200米（T36級別）金牌，並打破傷殘人士奧運紀錄。
此外，蘇樺偉曾為劉德華歌迷會工作多年，在2011年左右轉職成為活動助理。
2012年，蘇樺偉接受亞洲電視節目《ATV2012感動香港人物推選》訪問。
在2014年亞洲殘疾人運動會上，蘇樺偉受腰傷困擾而未能奪得獎牌，其後於2016年正式退役，結束長達21年的競技生涯。退役後，他於香港殘疾人奧委會暨傷殘人士體育協會秘書處擔任行政助理。
2022年10月，蘇樺偉獲香港教育大學頒發榮譽院士，表揚他對社會的貢獻。
2022年12月，蘇樺偉為香港基督教服務處主辦的「姆明跑2022」擔任頒獎嘉賓，宣揚關愛共融。
2025年03月14日，白色情人節，與同為殘疾田徑女運動員任國芬結婚。

## 主要比賽成績

### 1996年
- 亞特蘭大1996年夏季殘疾人奧林匹克運動會
  - 男子4x100米接力（T34-37級）金牌 （隊友：趙國鵬、陳成忠、張耀祥）

### 1998年
- 英國傷殘人士世界田徑錦標賽人士世界田徑賽
  - 男子4x100米接力（T35-38級）金牌
  - 男子100米（T36級）金牌
  - 男子200米（T36級）金牌

### 2000年
- 悉尼2000年夏季殘疾人奧林匹克運動會
  - 男子100米（T36級）金牌
  - 男子200米（T36級）金牌
  - 男子400米（T36級）金牌
  - 男子4x100米接力（T35-38級）銅牌
  - 男子4x400米接力（T35-38級）銅牌

### 2004年
- 雅典2004年夏季殘疾人奧林匹克運動會
  - 男子100米（T36級）銀牌
  - 男子400米（T36級）銀牌
  - 男子200米（T36級）金牌

### 2007年
- 日本殘疾人士田徑錦標賽
  - 男子100米（T36級）金牌2007年(12.15秒)
  - 男子200米（T36級）金牌（24.75秒）

### 2008年
- 北京2008年夏季殘疾人奧林匹克運動會
  - 男子100米（T36級）銅牌
  - 男子200米（T36級）金牌（24.65秒）（殘疾人奧運紀錄保持者 T36級	24.65(-0.2 m/s)	Wa Wai So	 Hong Kong	15 September 2008, Paralympic in Beijing, China.)

### 2012年
- 倫敦2012年夏季殘疾人奧林匹克運動會
  - 男子200米（T36級）銀牌

## 榮譽
- 香港特區政府嘉獎
  - 行政長官社區服務獎狀（2000年）
  - 銅紫荊星章（2013年）
  - 香港十大傑出青年（2005年）
- 香港傑出運動員選舉
  - 「香港傑出運動員」（2000年、2001年、2002年、2003年、2005年、2006年、2008年、2011年 - 共8次當選）
  - 「香港最具體育精神運動員」（2004年）
  - 「香港傑出運動員 - 星中之星」（2008年）
  - 2008年夏季奧林匹克運動會香港區火炬接力火炬手（2008年）
- 社會企業研究院 （页面存档备份，存于）資深院士（SF.SERA®)榮譽資格 （2021年）
- 香港教育大學榮譽院士（2022年）

## 相關影視作品
2006年，陳學人將蘇樺偉的成長故事拍成電影《12秒58》，蘇樺偉本人亦有出演，片名是蘇樺偉在殘奧會上創造的世界紀錄。票房收益前八°
2021年，香港導演尹志文將蘇樺偉的生平拍攝成電影《媽媽的神奇小子》，由梁仲恆、馮皓揚及蔡天諾分別飾演成年時期、少年時期及童年時期的蘇樺偉；吳君如飾演蘇母並兼任該片監製；錢小豪飾演蘇父。票房紀錄為2000多萬。

## 備註
1. ↑  《媽媽的神奇小子》則交代其出生地為 中国廣東省廣州市，但暫時未有較有說服力的證據證明其出生地為 英屬香港或 中国。

## 外部連結
- . International ParalympicCommittee.   [2021-08-20]. （原始内容存档于2021-10-25） （英语）.
- 蘇樺偉的Facebook專頁
- 蘇樺偉的Instagram帳戶